# علياء عيسى
علياء عيسى (من مواليد 2001) هي واحدة من ستة لاجئين في فريق اللاجئين البارالمبيين الذين شاركوا في دورة الألعاب البارالمبية 2020 في طوكيو. تقطن علياء عيسى في أثينا. كانت أول امرأة رياضية بارالمبية تمثل اللاجئين، ونافست في رمي الهراوة. تشاركت مع السباح عباس كريمي بحمل الراية في حفل افتتاح دورة الألعاب.  حصلت عيسى على المركز الثامن في رمي الهراوة.

## حياتها

كان فريق اللاجئين البارالمبيين أول فريق يدخل في حفل الافتتاح في 24 أغسطس 2021

ولدت علياء عيسى في اليونان عام 2001 لمحمد عيسى وفاطمة النجار اللاجئين من سوريا. غادر محمد عيسى إلى اليونان وعمل خياطًا هناك. ثم بعد أربع سنوات جمع أموالا كافية لتغطية تكاليف لم شمل زوجته وأطفالهما، لينضموا إليه في عام 2000. وفي العام التالي ولدت علياء. عندما كانت في الرابعة من عمرها، أصيبت بعدوى تسببت بتلف في الدماغ ،  مما أدى إلى إصابتها بإعاقات جسدية وذهنية.  
عانت علياء عيسى من التمييز في المدرسة الابتدائية، ولكنها كانت تعلم بأن والدها كان يطمح بأن تصبح طبيبة. درست الثانوية في مدرسة مخصصة لذوي الاحتياجات الخاصة، مما وضع حدا للتنمر والمضايقة التي كانت تتعرض لها في السابق. كان التحاقها بهذهالمدرسة سبب انخراطها بالتربية البدنية . كانت رياضة البوتشيا من أولى الرياضات التي جربتها، إلا أن المدرب لاحظ قوتها وطلب منها محاولة رمي الأشياء. أنضمت علياء إلى نادي تيرتايوس الرياضي للمعاقين وواظبت فيه.  وضعت خطة في اليونان لتشجيع الرياضيين المعاقين، مما اجتذب خمسين رجلاً، لكن قلة من النساء كعلياء عيسى. 
عندما كانت علياء في السادسة عشرة من عمرها، توفي والدها في النرويج حيث كان يأمل بالتعافي من مرض السرطان. كانت شقيقة علياء الكبرى متزوجة وتسكن في النرويج وقتئذ. عادت العائلة بأكملها بعد حين إلى اليونان لأنهم لم يتمكنوا من البقاء في النرويج. في اليونان، أصبحت الأسرة لاجئة رسميًا. 
تنافس علياء عيسى في رمي الهراوة، وهو حدث للرياضيين غير القادرين على المنافسة في رمي القرص أو رمي الرمح .  احتلت عيسى المركز الرابع في رمي الهراوة للسيدات في بطولة العالم لألعاب القوى لذوي الإعاقة 2021 في بيدغوشتش ، بولندا .  وفقا لعلياء، إن ممارسة الرياضة تجعلها تشعر بالقوة وتزيد من احترامها لذاتها: "أود أن أخبر الناس أنه إذا كان لديهم طفل معاق مثلي، أن لا يخبئوه في المنزل. شجعوه على ممارسة الرياضة ". 
في يونيو 2021، اختيرت علياء عيسى وخمسة رجال لتشكيل الفريق البارالمبي للاجئين لتمثيل اللاجئين في الألعاب البارالمبية الصيفية 2020 في طوكيو. أعلنت الممثلة البريطانية وسفيرة النوايا الحسنة للمفوضية السامية للأمم المتحدة لشؤون اللاجئين غوغو مباثا رو ترشيح علياء للفيرق، وقالت بأنها "سوف تمثل النساء اللاجئات في جميع أنحاء العالم".  قادت الفريق رئيسة البعثة إيليانا رودريغيز السباحة البارالمبية السابقة والتي كانت قد مثلت الولايات المتحدة عام 2012.  من ضمن الرياضيين الخمسة الآخرين إبراهيم الحسين، وهو أيضًا من سوريا ويعيش في أثينا.  علياء عيسى هي أول امرأة في الفريق البارالمبي للاجئين.  وهي أيضًا أول رياضية تدخل حفل افتتاح دورة الألعاب البارالمبية، حيث تصدر فريق اللاجئين الموكب.  في اليوم السابق لحفل افتتاح طوكيو، تقرر بأن يتشارك رياضيان بحمل العلم، وهما علياء عيسى والسباح عباس كريمي. 
جاءت علياء عيسى في المركز الثامن في بطولة رمي الهراوة لفئة إف 32 في طوكيو . فيما حصلت البولندية روزا كوزاكوفسكا على المركز الأول وحصلت على رقم قياسي ب28.74 مترًا؛ أما الأوكرانية أناستاسيا موسكالينكو، فقد حصدت الميدالية الفضية والجزائرية مونية قاسمي على البرونزية. 